# Протасово (Ступинский район)
Протасово — деревня в Ступинском районе Московской области в составе Семёновского сельского поселения (до 2006 года входила в Ивановский сельский округ). На 2015 год Протасово, фактически, дачный посёлок: при 7 жителях в деревне 3 улицы. Впервые в исторических документах Протасово упоминается в 1627 году.

## Население
| 2002 | 2006 | 2010 |
| ---- | ---- | ---- |
| 11   | ↘7   | →7   |

Протасово расположено на западе района, в 300 м от внешней стороны большого Московского кольца, на правом берегу речки Сосенки, левого притока реки Лопасня, высота центра деревни над уровнем моря — 133 м. Ближайшие населённые пункты: Агарино — около 0,2 км на северо-запад, Ивановское — в 0,3 км на север и Кравцово — примерно в 0,8 км на юг.